# فرودگاه واسیلا
فرودگاه واسیلا  (به انگلیسی: Wasilla Airport)  یک فرودگاه همگانی ۱۰۰ با کد یاتا WWA است . این فرودگاه در شهر واسیلا کشور ایالات متحده آمریکا قرار دارد و در ارتفاع ۱۰۸ متری از سطح دریا واقع شده است.